# Царюк, Ираида Осиповна
Ираида Осиповна Царук (в девичестве Притыцкая) (Іраіда Восіпаўна Царук) (ў дзявоцтве Прытыцкая; 28 января 1928, д. Горковичи, Сокольский уезд, Белостокское воеводство — 19 июня 2019) — советский и белорусский историк, доктор исторических наук (1976), профессор (1978).

## Биография
Родилась 28 января 1928 года в деревне Горковичи (Сокольский уезд, Белостокское воеводство, Польша) в крестьянской семье из 6 детей (один из братьев — политик Сергей Притыцкий).
В октябре 1939 года выехала в Белосток к брату Сергею, который в то время был заместителем председателя Белостокского областного исполнительного комитета, где училась до июля 1941 года. С нападением Германии на СССР эвакуировалась в Саратовскую область РСФСР, где помещена в детский дом. По окончании войны переехала к Сергею Притыцкому в Москву, где окончила ремесленное училище по специальности токаря-фрезеровщика.
В 1948 году окончила Несвижское педагогическое училище и в числе 5 % учащихся (за отличную учёбу) была направлена в Белорусский государственный университет, который окончила в 1953 году. В университете познакомилась с будущим мужем, Александром Царуком, также студентом исторического факультета. Училась в аспирантуре по кафедре истории КПСС БГУ, успешно завершила обучение в 1957 году.
С 1957 по 1963 год работала в Минском городском комитете и областном комитете Коммунистической партии. В октябре 1963 года переведена на работу в БГУ на кафедру истории КПСС. В 1965 году защитила кандидатскую диссертацию. В 1976 году защитила докторскую диссертацию, в 1978 году присвоено ученое звание профессора. Кандидатская и докторская диссертации посвящены исследованиям истории и культуры Западной Беларуси.
В 1973 году избрана на должность декана исторического факультета, которую занимала до сентября 1986 года. В 1983 году возглавила кафедру истории БССР, была избрана профессором этой же кафедры, где работала до декабря 1991 года, до выхода на пенсию.
Заслуженный работник высшей школы Белорусской ССР (1982).
Умерла 19 июня 2019 года.

## Научная деятельность
Исследовала вопросы политической истории XX в., национально-государственного строительства в БССР, развертывания национально-освободительного и революционного движения в Западной Беларуси в межвоенный период.

### Сочинения
- Деятельность КПБ по осуществлению социалистических преобразований и организации социалистического строительства в западных областях БССР : сентябрь 1939 — июнь 1941 г. : диссертация … доктора исторических наук : 07.00.01. — Минск, 1975. — 430 с.
- В семье единой . — Минск : Беларусь, 1969. — 111 с.
- В семье единой : К 40-летию воссоединения Запад. Белоруссии с БССР. — Минск : о-во «Знание» БССР, 1979. — 21 с.
- КПБ — организатор культурного строительства в западных областях Белоруссии. (1939—1955 гг.). — Минск : Изд-во БГУ, 1969. — 199 с.
- В братском союзе : Соц. преобразования экономики в зап. обл. БССР, сент. 1939 — июнь 1941 гг. / И. О. Царюк. — Минск : Изд-во БГУ, 1976. — 104 с.